# Souls of Black
A Souls of Black a Testament nevű thrash metal együttes negyedik stúdióalbuma, amely 1990-ben jelent meg a Megaforce Recordsnál. Az album tovább javította elődje pozícióját a Billboard 200 listáján és a 73. helyet érte el.
Ez volt az első Testament-album, amit nem Alex Perialas producer irányításával készítettek, hanem az előző albumokon hangmérnökként segédkező Michael Rosen és a zenekar közös felügyeletével. A lemezhez két videóklipet készítettek, a címadó Souls of Black mellett a lírai The Legacy-ra.
Az album lemezbemutató turnéját a Clash of the Titans elnevezésű thrash metal gigaturné keretein belül teljesítették, ahol a Megadeth, az Anthrax és a Slayer (a thrash metal nagy négyesének három tagja) előzenekarai voltak. A Souls of Black eladási adatai azonban csak kevéssel haladták meg az előző lemezét, ami azt jelezte, hogy a Testament elérte kereskedelmi sikereinek maximumát.

## Dalok
1. Beginning of the End (intro) – 0:35
2. Face in the Sky – 3:53
3. Falling Fast – 4:05
4. Souls of Black – 3:22
5. Absence of Light – 3:54
6. Love to Hate – 3:40
7. Malpractice – 4:43
8. One Man's Fate – 4:49
9. The Legacy – 5:30
10. Seven Days of May – 4:40

## Közreműködők
| Zenészek - Chuck Billy – ének - Eric Peterson – gitár - Alex Skolnick – szólógitár - Greg Christian – basszusgitár - Louie Clemente – dob | További közreműködők - Michael Rosen: producer, hangmérnök - Vincent Wojno : hangmérnök-asszisztens - Tom Coyne: maszterelés - William Benson: borító |

## Külső hivatkozások
- Testament hivatalos honlap
- Testament myspace oldal